# 巴黎會議宮

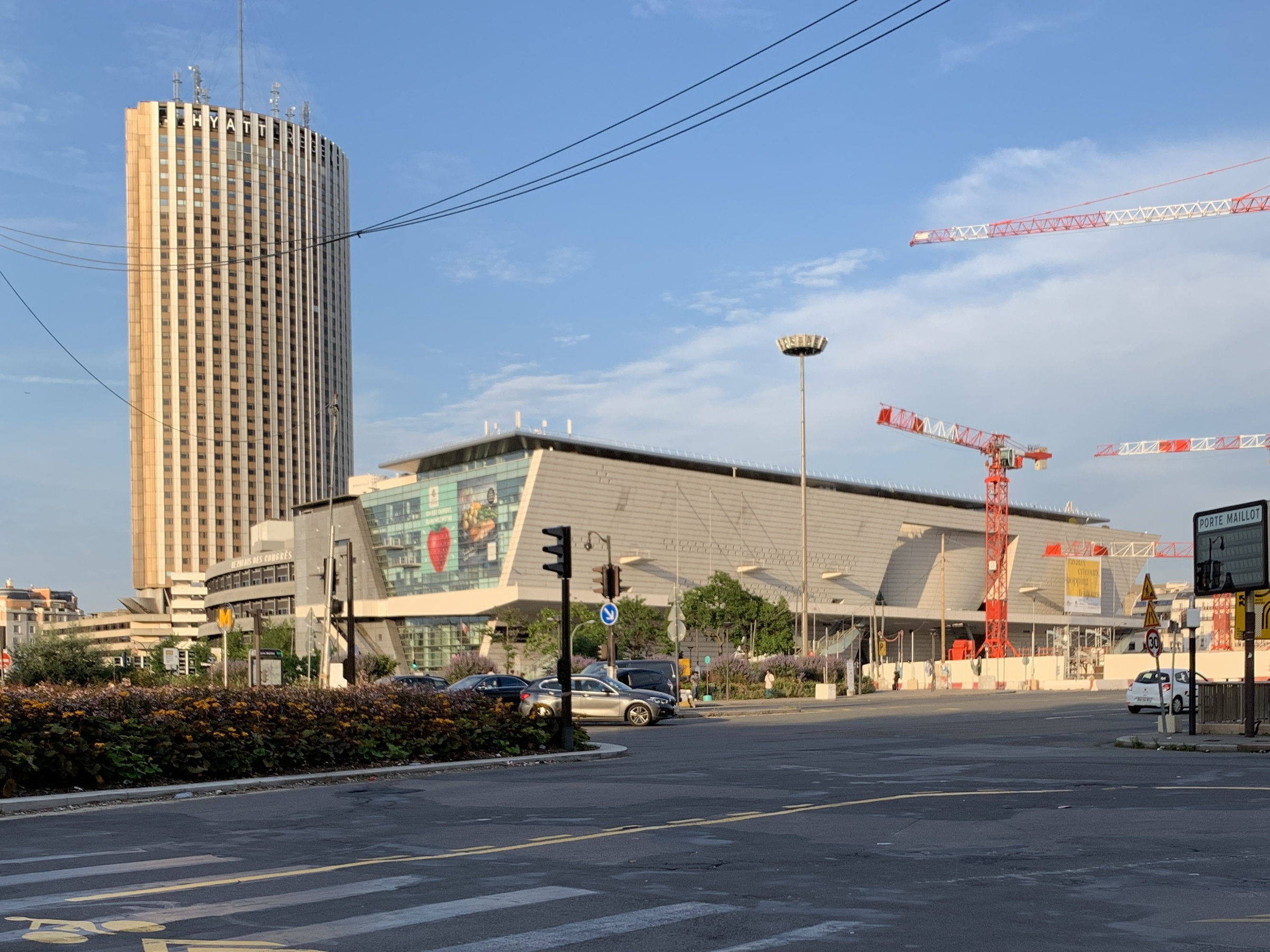

巴黎會議宮（Palais des congrès de Paris）是巴黎的一座音樂會場、會議中心、購物中心，位於巴黎十七區的馬約門。這座建築修建於1974年。巴黎星辰凱悅酒店位於這座建築內。距巴黎會議宮最近的地鐵站是馬約門站。巴黎会议宫将作为2024年巴黎奥运会的主媒体中心（MPC）。

## 外部連結
维基共享资源上的相關多媒體資源：巴黎會議宮
- 官方网站